# ジョナサン・モーガン・ハイト
ジョナサン・モーガン・ハイト（Jonathan Morgan Heit、2000年7月16日 - ）は、アメリカ合衆国の俳優。

## 出演作品
- デート＆ナイト
- 名探偵モンク7
- ベッドタイム・ストーリー（パトリック）
- 女検察官アナベス・チェイス シーズン2
- スペースガーディアン（声の出演）